# Halotus
Halotus is een geslacht van vlinders van de familie dikkopjes (Hesperiidae), uit de onderfamilie Hesperiinae.

## Soorten
- H. angellus (Plötz, 1886)
- H. rica (Bell, 1942)